# Undertak
Ett undertak är, till skillnad från innertak, det invändiga tak som monteras i ett rum eller en lokal med ett mindre eller större mellanrum till ovanliggande takstolar (bjälklagskonstruktion) eller det ytskikt som klär takstolarna.

## Montage/installation

### Dikt mot vägg
Vanligtvis monteras undertakets bärande konstruktion, bärverket, direkt mot vägg, pendlas upp eller hängs med hålband mot innertak eller ovanliggande takstolar eller en kombination av montering på vägg och tak. På så sätt kan man dölja installationer av el och ventilation samt dra elkablar till den integrerade belysningen i undertaket ovanför undertakslösningen. Den bärande konstruktionen, bärverket, är i regel av stål med olika krav på bärighet, fuktresistens, m m.

### Fritt från vägg
Ibland hängs undertaket upp mot tak fritt från vägg, vilket kan ge en spännande skuggeffekt på det synliga, ovanliggande innertaket. I en större lokal eller ett större rum kan man på så sätt sänka takhöjden för en viss yta, t.ex. för en samtalsdel. 

## Undertaksplattor
I den bärande konstruktionen, bärverket, läggs undertaksplattor. Dessa undertaksplattor kan vara av ljudabsorberande material som stenull, glasull eller träullit. Plattorna kan även bestå av plåt, plast eller trä och kompletteras då ofta med ljudabsorbenter ovanför den ilagda plattan. Gips är ett vanligt material men är inte ljudabsorberande. Det är inte heller glas, vilket kan förekomma i vissa installationer. Andra ord för de ljudabsorberande undertaksplattorna är ljudabsorbenter och akustikskivor. I en bredare betydelse och i mer vardagligt tal kallas undertaksplattor även för undertaksskivor, innertaksplattor och innertakskivor.

## Branschorganisationen för undertak
Undertaksföreningen (UTF) är branschorganisationen för undertaksrelaterad verksamhet i Sverige och ingår i Sveriges Byggindustrier. Deras kunskapsbank om undertak är Undertaksportalen.